# Akira Kamiya
Akira Kamiya (jap. 神谷 明, Kamiya Akira; * 18. September 1946 in Yokohama) ist ein japanischer Synchronsprecher (Seiyū). Er ist bekannt aus Fist of the North Star als Kenshiro, aus Detective Conan als Kogoro Mōri und aus zwei James-Bond-Filmen. Er wird zurzeit von der Saeba Shoji Agentur vertreten.

## Kindheit und Jugend
Kamiya wuchs mit einem jüngeren Bruder bei der Mutter auf, über den Vater ist nichts bekannt. Er war in der Oberschule Mitglied im Theaterverein und hatte die Absicht Schauspieler zu werden, diese Idee verwarf er aber und entschied sich Seiyū zu werden.

## Karriere
Kamiya debütierte im Jahr 1970 mit dem Anime Mahō no Mako-chan in der Rolle des Senkichi. Seine erste Hauptrolle bekam er ein Jahr darauf mit Sasuke Yashima in Akakichi no Eleven. Im Anime Marvelous Melmo von Tezuka Osamu wirkte er in der 24. und 26. Folge in der Rolle des Tarō Katō mit. In der ersten und zweiten Staffel und dem ersten Kinofilm von Uchū Senkan Yamato lieh er Saburō Katō seine Stimme. 1978 wirkte er in der Fernsehserie Captain Harlock, dem Kinofilm des gleichen Jahres und in Die Schatzinsel  mit. Zwei Jahre später wirkte er auch in der dritten Staffel von Uchū Senkan Yamato und dem dritten und vierten Film mit, diesmal aber nicht in der Rolle von Saburō Katō, sondern als Shiro Katō. 1982 war er im Anime Urusei Yatsura von Rumiko Takahashi als Shūtarō Mendō zu hören und im Film Ein Offizier und Gentleman als japanische Stimme von David Caruso. Eine seiner bekanntesten Rollen hatte er 1983, als er in Kinnikuman die Hauptrolle übernahm. Ein Jahr darauf übernahm er eine weitere Hauptrolle als Kenshiro im Anime Fist of the North Star und der zweiten Staffel 1987. In dem 2003 erschienenen OVA wirkte er nicht mit. 1984 lieh er in dem Film Police Academy – Dümmer als die Polizei erlaubt dem Schauspieler Steve Guttenberg seine Stimme.
1986 war er in einem weiteren Werk von Rumiko Takahashi, Maison Ikkoku, als Shun Mitaka zu hören und war auch für das 1989 erschienene Anime Ranma ½ im Gespräch gewesen, als Tatewaki Kuno, aber der Regisseur entschied sich für Hirotaka Suzuoki.
Ryo Saeba, eine weitere berühmte Rolle von ihm, verkörperte er in den vier Staffeln City Hunter (1987, 1988, 1989 und 1991), den dazugehörigen OVAs (1990), dem Kinofilm (1989), den Fernsehsonderfolgen (1996, 1997 und 1999) und in dem Spinoff Angel Heart 2005.
1994 und 1996 verkörperte er in der dritten und fünften Staffel von Sailor Moon den Widersacher Dr. Soichi Tomoe. In den zwei James-Bond-Filmen GoldenEye und Der Morgen stirbt nie lieh er Pierce Brosnan seine Stimme. In den Jahren 1996 bis 2009 verkörperte er im Anime, den Specials, OVAs und Kinofilmen von Detektiv Conan Kogorō Mōri. In dem 1997 erschienenen Film Dante’s Peak lieh er Pierce Brosnan erneut seine Stimme. Ein Jahr später war er im Film Im Körper des Feindes als John Travolta zu hören. In den Aladdin-Filmen von Disney war er als japanische Stimme des Papageis Jago zu hören. In dem 2003 erschienenen Anime Rumiko Theater spielte er zwei kleinere Rollen.
In den letzten Jahren zog sich Kamiya mehr und mehr aus dem aktiven Geschehen als Seiyū zurück und unterrichtet an der Nihon Kogakuin Universität. Zu seinen Schüler zählen unter anderem Megumi Toyoguchi, Ryōko Shintani und Ai Shimizu.

## Mitgewirkt
Hauptrollen sind in fett geschrieben.

### Anime-Fernsehserien
| Jahr | Anime                                                         | Rolle                        |
| ---- | ------------------------------------------------------------- | ---------------------------- |
| 1970 | Inakappe Taishō                                               | mehrere kleinere Rollen      |
| 1970 | Mahō no Mako-chan                                             | Senkichi                     |
| 1971 | Akakichi no Eleven                                            | Sasuke Yashima               |
| 1971 | Marvelous Melmo                                               | Tarō Katō                    |
| 1971 | Tensai Bakabon                                                | Gastrolle                    |
| 1972 | Gekkō Kamen                                                   | ein Kämpfer                  |
| 1972 | Umi no Toriton                                                | Seevogel                     |
| 1972 | Kagaku Ninja Tai Gatchaman                                    | Romina                       |
| 1973 | Karatebaka Ichidai                                            | Shōgo Ariake                 |
| 1973 | Kōya no Shōnen Isamu                                          | Isamu Wata                   |
| 1973 | Shinzō Ningen Kyashān                                         | Android Nr 5                 |
| 1973 | Zerotester                                                    | Shin Fubuki                  |
| 1973 | Babel II                                                      | Babel II                     |
| 1973 | Miracuru Shōjo Rimitto-chan                                   | Jun Kurimoto                 |
| 1973 | Doraemon                                                      | Gastrolle                    |
| 1974 | Uchū Senkan Yamato                                            | Saburō Katō                  |
| 1974 | Getter Robot                                                  | Ryōma Nagare                 |
| 1974 | Heidi                                                         | Gastrolle                    |
| 1975 | Sindbad                                                       | Ali Baba                     |
| 1975 | Getter Robot G                                                | Ryōma Nagare                 |
| 1975 | Yūsha Raideen                                                 | Akira Hibiki                 |
| 1975 | Grendizer                                                     | Commander der Jugendtruppe 1 |
| 1975 | Time Bokan                                                    | Prinz und Issochi            |
| 1976 | Gowappā Go Gōdamu                                             | Ichirō Kogawa                |
| 1976 | Daikū Maryū Gaikingu                                          | Sanshirō Tsuwabuki           |
| 1976 | Dokaben                                                       | Sadoru Sadonaka              |
| 1976 | Blocker Gundan 4 Machine Blaster                              | Ichirō Hatta                 |
| 1977 | Ashita e Atakku                                               | Ichirō Fukushima             |
| 1977 | Gasshin Sentai Mekandaa Robo                                  | Jimy Orion                   |
| 1977 | Jetter Mars                                                   | Adios                        |
| 1977 | Cho Supercar Gattiger                                         | Erick Bergen                 |
| 1977 | Wakusei Robo Dangādo Ēsu                                      | Takuma Ichimonji             |
| 1977 | Guyslugger                                                    | Mito Kaya                    |
| 1977 | Yatterman                                                     | Sasuke                       |
| 1978 | Captain Harlock                                               | Tadashi Daiba                |
| 1978 | Uchū Senkan Yamato 2. Staffel                                 | Saburō Katō                  |
| 1978 | Captain Future                                                | Gastrolle                    |
| 1978 | Ginga Tetsudō 999                                             | Prider                       |
| 1978 | Tōshō Daimos                                                  | Kazuya Ryūzaki               |
| 1978 | Die Schatzinsel                                               | Puppy                        |
| 1978 | Majokko Tickle                                                | Saburō Nishiki               |
| 1979 | Marco Polo                                                    | Chabandō                     |
| 1979 | König Arthur                                                  | Artus                        |
| 1979 | Zenderman                                                     | Teseus und Takashi           |
| 1980 | Uchū Senkan Yamato 3. Staffel                                 | Shiro Katō                   |
| 1980 | Space Warrior Baldios                                         | Douglas                      |
| 1980 | Tetsujin Nr. 28                                               | Joe                          |
| 1980 | Astroboy                                                      | Zēus                         |
| 1980 | König Arthur 2. Staffel                                       | Artus                        |
| 1981 | Hyakujūō Goraion                                              | Shinkurain                   |
| 1981 | Yattodetaman                                                  | Michelangelo                 |
| 1982 | Urusei Yatsura                                                | Shūtaro Mendō                |
| 1982 | The Super Dimension Fortress Macross                          | Roy Focker                   |
| 1983 | Igano Kabamaru                                                | Ikei Mejiro                  |
| 1983 | Sasuraiger                                                    | Gut Lon                      |
| 1983 | Kinnikuman                                                    | Kinnikuman                   |
| 1983 | Rock’n Cop                                                    | Claude Mizusawa              |
| 1983 | Die Geschichte Japans                                         | Ranmaru Mori                 |
| 1983 | Nine                                                          | Kentarō Yamanaka             |
| 1983 | Nine 2. Staffel                                               | Kentarō Yamanaka             |
| 1984 | Oyonekobūnyan                                                 | Oyoneko                      |
| 1984 | Gu Gu Ganmo                                                   | Polizist Sawada              |
| 1984 | Fist of the North Star                                        | Kenshiro                     |
| 1984 | Detektiv Holmes                                               | Ingenieur                    |
| 1985 | Yumeno Hoshino Botannōzu                                      | Chikutakubon                 |
| 1986 | Saint Seiya                                                   | Algol und Siegfried Dubhe    |
| 1986 | Maison Ikkoku                                                 | Shun Mitaka                  |
| 1987 | Ox Tales                                                      | Būs                          |
| 1987 | Fist of the North Star 2. Staffel                             | Kenshiro                     |
| 1987 | City Hunter                                                   | Ryo Saeba                    |
| 1987 | D’Artagnan und die drei Musketiere (1987)                     | Athos                        |
| 1988 | Dr. Chichibuyama                                              | Chichibuyama                 |
| 1988 | City Hunter 2. Staffel                                        | Ryo Saeba                    |
| 1989 | Time Travel Tondekeman                                        | Prinz Dandān                 |
| 1989 | Yawara                                                        | Shinnosuke Kazamatsuri       |
| 1989 | City Hunter 3. Staffel                                        | Ryo Saeba                    |
| 1990 | Happyakuyachōhyōrinokewaishi                                  | Konsanba Shikitei            |
| 1990 | Mōretsu Atarō                                                 | Nyarome                      |
| 1991 | Kinnikuman                                                    | Kinnikuman                   |
| 1991 | Getter Robot Gō                                               | Gai Daidō                    |
| 1991 | City Hunter'91                                                | Ryo Saeba                    |
| 1994 | Sailor Moon S                                                 | Dr. Soichi Tomoe             |
| 1995 | Märchenkönigreich                                             | Sindbad                      |
| 1995 | Gulliver Boy                                                  | Blues                        |
| 1996 | Sailor Moon Stars                                             | Dr. Soichi Tomoe             |
| 1996 | City Hunter: The Secret Service                               | Ryo Saeba                    |
| 1996 | Detektiv Conan                                                | Kogorō Mōri                  |
| 1997 | Cutie Honey F                                                 | Takeshi Kisaragi             |
| 1997 | City Hunter: Good-bye My Sweetheart                           | Ryo Saeba                    |
| 1998 | Bannō Bunka Nekomusume                                        | Kyūsaku Natsume              |
| 1999 | City Hunter: Kinkyū Namachūkei!? Kyōakuhan Saeba Ryō no Saigo | Ryo Saeba                    |
| 2000 | Platinumhugen Ordian                                          | Tadaki Bunshō                |
| 2000 | Brigadoon: Marin & Melan                                      | Guston Brown                 |
| 2001 | Chikyū Bōei Kazoku                                            | Ei Daichi                    |
| 2001 | Haja Kyosei Gureito Dangaiō                                   | Dangaiō-Ur                   |
| 2003 | Rumiko Theater                                                | zwei kleinere Rollen         |
| 2005 | A-kuei                                                        | Santabos                     |
| 2005 | Angel Heart                                                   | Ryo Saeba                    |
| 2008 | Yatterman 2008                                                | Kogorō Mōri                  |
| 2009 | Lupin III vs Detektiv Conan                                   | Kogorō Mōri                  |

### OVA
- mehrmals Urusei Yatsura als Shūtaro Mendō
- Starship Troopers als Sgt. Charles Zim
- Ginga Eiyū Densetsu als Bagdash
- Kyūkyoku Chōjin R als Tosaka
- Sukeban Deka als Jin Kyōichiro
- Dog Soldier als John Kyosuke Hiba
- Nayuta als Kiro
- Dangaiō als Roll Kran
- Bannō Bunka Nekomusume als Kyusaku Natsume
  - Bannō Bunka Nekomusume Dash! als Kyusaku Natsume
- Macross Zero als Roy Focker
- mehrmals Detective Conan als Kogorō Mōri
- Record of Lodoss War als Ashram
- Legend of Crystania als Hyōryūō
- Yagami-kun no Katei no Jijou als Akira Yokkaichi
- Getter Robot: Armageddon als Erzähler

### Anime-Kinofilme
| Jahr | Anime                                                                                | Rolle              |
| ---- | ------------------------------------------------------------------------------------ | ------------------ |
| 1975 | Great Mazinger Vs. Getter Robot                                                      | Ryōma Nagare       |
| 1975 | Great Mazinger Vs. Getter Robot G: The great clash in the sky                        | Ryōma Nagare       |
| 1976 | Grendizer, Getter Robot G, Great Mazinger: Decisive battle! The monster of the ocean | Ryōma Nagare       |
| 1977 | Uchū Senkan Yamato                                                                   | Saburō Katō        |
| 1978 | Saraba Uchū Senkan Yamato - Ai no Senshitachi                                        | Saburō Katō        |
| 1978 | Chirin no Suzu                                                                       | Chirin             |
| 1980 | Yamato yo Eien ni                                                                    | Shiro Katō         |
| 1980 | Toward the Terra                                                                     | Seki Leigh Shiroei |
| 1981 | Devil and Princess                                                                   | His Cliff          |
| 1983 | Uchū Senkan Yamato - Kanketsuhen                                                     | Shiro Katō         |
| 1983 | Urusei Yatsura: Only You                                                             | Shūtaro Mendō      |
| 1984 | Urusei Yatsura 2: Beautiful Dreamer                                                  | Shūtaro Mendō      |
| 1984 | Kinnikuman: Stolen Championship Belt                                                 | Kinnikuman         |
| 1984 | Kinnikuman: Great Riot! Seigi Choujin                                                | Kinnikuman         |
| 1984 | The Super Dimension Fortress Macross: Do You Remember Love?                          | Roy Focker         |